# Hirtodrosophila elliptosa
Hirtodrosophila elliptosa är en tvåvingeart som först beskrevs av Toyohi Okada 1974.  Hirtodrosophila elliptosa ingår i släktet Hirtodrosophila och familjen daggflugor. Inga underarter finns listade i Catalogue of Life.